# Reggie Harding
Reginald Harding, detto Reggie (Detroit, 4 maggio 1942 – Detroit, 2 settembre 1972), è stato un cestista statunitense, professionista nella NBA e nella ABA.

## Carriera
È stato selezionato dai Detroit Pistons al quarto giro del Draft NBA 1962 (29ª scelta assoluta) e, dopo una disputa sull'eleggibilità del giocatore, nuovamente al sesto giro del Draft NBA 1963 (48ª scelta assoluta).